# Vice-Presidentes da Assembleia da República
Vice-Presidente da Assembleia da República é um cargo integrante da Mesa da Assembleia da República de Portugal. Está prevista a existência de quatro vice-presidentes da Assembleia da República.
São eleitos por sufrágio de lista completa nominativa por legislatura sendo cada um proposto pelos quatro maiores grupos parlamentares.
Compete-lhes substituir o Presidente da Assembleia da República, exercer os poderes delegados do Presidente da Assembleia da República, a vice-presidência da Comissão Permanente e desempenhar as funções de representação da Assembleia da República de que sejam incumbidos pelo Presidente.

## Lista de vice-presidentes da Assembleia da República[2]
| Legislatura | Legislatura | 1.º Vice-Presidente | 1.º Vice-Presidente         | 2.º Vice-Presidente         | 2.º Vice-Presidente       | 3.º Vice-Presidente         | 3.º Vice-Presidente         | 4.º Vice-Presidente    | 4.º Vice-Presidente       | Presidente da Assembleia   | Presidente da Assembleia    |
| #           | Sessão      | 1.º Vice-Presidente | 1.º Vice-Presidente         | 2.º Vice-Presidente         | 2.º Vice-Presidente       | 3.º Vice-Presidente         | 3.º Vice-Presidente         | 4.º Vice-Presidente    | 4.º Vice-Presidente       | Presidente da Assembleia   | Presidente da Assembleia    |
| ----------- | ----------- | ------------------- | --------------------------- | --------------------------- | ------------------------- | --------------------------- | --------------------------- | ---------------------- | ------------------------- | -------------------------- | --------------------------- |
| I           | 1.º         | Vago                | Vago                        | Vago                        | Vago                      | Vago                        | Vago                        | Vago                   | Vago                      |                            | Vasco da Gama Fernandes     |
| I           | 2.º         |                     | António Arnault             |                             | Nuno Rodrigues dos Santos |                             | Vitor Sá Machado            |                        | José Vitoriano            |                            | Vasco da Gama Fernandes     |
| I           | 3.º         |                     | António Arnault             | António Martins Canaverde   | Nuno Rodrigues dos Santos |                             | Teófilo Carvalho dos Santos |                        | José Vitoriano            |                            |                             |
| I           | 4.º         |                     | Nuno Rodrigues dos Santos   |                             | António Arnault           |                             | José Vitoriano              |                        | António Martins Canaverde |                            | Leonardo Ribeiro de Almeida |
| II          | 1.º         |                     | Nuno Rodrigues dos Santos   | António Martins Canaverde   | António Arnault           |                             | José Vitoriano              |                        |                           |                            | Leonardo Ribeiro de Almeida |
| II          | 2.º         |                     | Amândio de Azevedo          |                             | Manuel Tito de Morais     |                             | José Vitoriano              | Américo de Sá          |                           | Francisco de Oliveira Dias |                             |
| II          | 3.º         |                     | Amândio de Azevedo          | Leonardo Ribeiro de Almeida | Manuel Tito de Morais     |                             | José Vitoriano              | Américo de Sá          |                           |                            |                             |
| III         | 1.º         |                     | Fernando Monteiro do Amaral |                             | José Luís Nunes           |                             | José Vitoriano              |                        | Basílio Horta             |                            | Manuel Tito de Morais       |
| III         | 2.º         |                     | Manuel Tito de Morais       |                             | José Luís Nunes           | Fernando Monteiro do Amaral | José Vitoriano              |                        | Basílio Horta             |                            |                             |
| IV          | 1.º         |                     | António Marques Mendes      |                             | Carlos Cardoso Lage       | Fernando Monteiro do Amaral |                             | António Marques Júnior |                           | José Vitoriano             |                             |
| IV          | 2.º         |                     | António Marques Mendes      |                             | Carlos Cardoso Lage       | Fernando Monteiro do Amaral |                             | António Marques Júnior |                           | José Vitoriano             |                             |
| V           | 1.º         |                     | Maria Manuela Aguiar        |                             | João Ferraz de Abreu      |                             | José Manuel Maia            |                        | António Marques Júnior    |                            | Vítor Pereira Crespo        |
| V           | 2.º         |                     | Maria Manuela Aguiar        |                             | João Ferraz de Abreu      |                             | José Manuel Maia            |                        | António Marques Júnior    |                            | Vítor Pereira Crespo        |
| V           | 3.º         | Vago                | Vago                        |                             | João Ferraz de Abreu      |                             | José Manuel Maia            |                        |                           |                            | Vítor Pereira Crespo        |
| V           | 4.º         |                     | Maria Manuela Aguiar        | Hermínio Martinho           | João Ferraz de Abreu      |                             | José Manuel Maia            |                        |                           |                            | Vítor Pereira Crespo        |
| VI          | 1.º         |                     | Leonor Beleza               |                             | João Ferraz de Abreu      | Adriano Moreira             | José Manuel Maia            |                        | António Barbosa de Melo   |                            |                             |
| VI          | 2.º         |                     | Leonor Beleza               |                             | João Ferraz de Abreu      | Adriano Moreira             | José Manuel Maia            |                        | António Barbosa de Melo   |                            |                             |
| VI          | 3.º         |                     | Leonor Beleza               |                             | João Ferraz de Abreu      | Adriano Moreira             | José Manuel Maia            |                        | António Barbosa de Melo   |                            |                             |
| VI          | 4.º         |                     | Fernando Correia Afonso     |                             | João Ferraz de Abreu      | Adriano Moreira             | José Manuel Maia            |                        | António Barbosa de Melo   |                            |                             |
| VII         | 1.º         |                     | Manuel Alegre               |                             | João Bosco Mota Amaral    | Vago                        | Vago                        |                        | João Amaral               |                            | António de Almeida Santos   |
| VII         | 2.º         |                     | Manuel Alegre               |                             | João Bosco Mota Amaral    | Vago                        | Vago                        |                        | João Amaral               |                            | António de Almeida Santos   |
| VII         | 3.º         |                     | Manuel Alegre               |                             | João Bosco Mota Amaral    | Vago                        | Vago                        |                        | João Amaral               |                            | António de Almeida Santos   |
| VII         | 4º          |                     | Manuel Alegre               | Nuno Krus Abecassis         | João Bosco Mota Amaral    |                             |                             |                        | João Amaral               |                            | António de Almeida Santos   |
| VII         | 4º          | Pedro Feist         | Manuel Alegre               |                             | João Bosco Mota Amaral    |                             |                             |                        | João Amaral               |                            | António de Almeida Santos   |
| VIII        | 1.º         |                     | Manuel Alegre               | João Amaral                 | João Bosco Mota Amaral    |                             | Narana Coissoró             |                        |                           |                            | António de Almeida Santos   |
| VIII        | 2.º         |                     | Manuel Alegre               | João Amaral                 | João Bosco Mota Amaral    |                             | Narana Coissoró             |                        |                           |                            | António de Almeida Santos   |
| VIII        | 3.º         |                     | Manuel Alegre               | João Amaral                 | João Bosco Mota Amaral    |                             | Narana Coissoró             |                        |                           |                            | António de Almeida Santos   |
| IX          | 1.º         |                     | Leonor Beleza               |                             | Manuel Alegre             |                             | Narana Coissoró             |                        | António Filipe            |                            | João Bosco Mota Amaral      |
| IX          | 2.º         |                     | Leonor Beleza               |                             | Manuel Alegre             |                             | Narana Coissoró             |                        | António Filipe            |                            | João Bosco Mota Amaral      |
| IX          | 3.º         |                     | Leonor Beleza               |                             | Manuel Alegre             |                             | Narana Coissoró             |                        | António Filipe            |                            | João Bosco Mota Amaral      |
| X           | 1.º         |                     | Manuel Alegre               |                             | Guilherme Silva           |                             | António Filipe              |                        | Telmo Correia             |                            | Jaime Gama                  |
| X           | 2.º         |                     | Manuel Alegre               |                             | Guilherme Silva           |                             | António Filipe              |                        | Telmo Correia             |                            | Jaime Gama                  |
| X           | 3º          |                     | Manuel Alegre               | Nuno Melo                   | Guilherme Silva           |                             | António Filipe              |                        |                           |                            | Jaime Gama                  |
| X           | 4.º         |                     | Manuel Alegre               | Teresa Caeiro               | Guilherme Silva           |                             | António Filipe              |                        |                           |                            | Jaime Gama                  |
| XI          | 1.º         |                     | José Vera Jardim            |                             | Guilherme Silva           | Teresa Caeiro               |                             | Luís Fazenda           |                           |                            | Jaime Gama                  |
| XI          | 2.º         |                     | José Vera Jardim            |                             | Guilherme Silva           | Teresa Caeiro               |                             | Luís Fazenda           |                           |                            | Jaime Gama                  |
| XII         | 1.º         |                     | Guilherme Silva             |                             | Eduardo Ferro Rodrigues   | Teresa Caeiro               |                             | António Filipe         |                           | Assunção Esteves           |                             |
| XII         | 2.º         |                     | Guilherme Silva             |                             | Eduardo Ferro Rodrigues   | Teresa Caeiro               |                             | António Filipe         |                           | Assunção Esteves           |                             |
| XII         | 3.º         |                     | Guilherme Silva             |                             | Eduardo Ferro Rodrigues   | Teresa Caeiro               |                             | António Filipe         |                           | Assunção Esteves           |                             |
| XII         | 4.º         |                     | Guilherme Silva             | Júlio Miranda Calha         |                           | Teresa Caeiro               |                             | António Filipe         |                           | Assunção Esteves           |                             |
| XIII        | 1.º         |                     | José de Matos Correia       |                             | Jorge Lacão               |                             | José Manuel Pureza          |                        | Teresa Caeiro             |                            | Eduardo Ferro Rodrigues     |
| XIII        | 2.º         |                     | José de Matos Correia       |                             | Jorge Lacão               |                             | José Manuel Pureza          |                        | Teresa Caeiro             |                            | Eduardo Ferro Rodrigues     |
| XIII        | 3.º         |                     | José de Matos Correia       |                             | Jorge Lacão               |                             | José Manuel Pureza          |                        | Teresa Caeiro             |                            | Eduardo Ferro Rodrigues     |
| XIII        | 4.º         |                     | José de Matos Correia       |                             | Jorge Lacão               |                             | José Manuel Pureza          |                        | Teresa Caeiro             |                            | Eduardo Ferro Rodrigues     |
| XIV         | 1.º         |                     | Edite Estrela               |                             | Fernando Negrão           |                             | José Manuel Pureza          | António Filipe         |                           |                            | Eduardo Ferro Rodrigues     |
| XIV         | 2.º         |                     | Edite Estrela               |                             | Fernando Negrão           |                             | José Manuel Pureza          | António Filipe         |                           |                            | Eduardo Ferro Rodrigues     |
| XIV         | 3.º         |                     | Edite Estrela               |                             | Fernando Negrão           |                             | José Manuel Pureza          | António Filipe         |                           |                            | Eduardo Ferro Rodrigues     |
| XV          | 1.º         |                     | Edite Estrela               | Adão Silva                  | Vago                      | Vago                        | Vago                        | Vago                   |                           | Augusto Santos Silva       |                             |
| XV          | 2.º         |                     | Edite Estrela               | Adão Silva                  | Vago                      | Vago                        | Vago                        | Vago                   |                           | Augusto Santos Silva       |                             |
| XVI         | 1.º         |                     | Teresa Morais               |                             | Marcos Perestrello        |                             | Diogo Pacheco de Amorim     |                        | Rodrigo Saraiva           |                            | José Pedro Aguiar-Branco    |
| XVII        | 1.º         |                     | Teresa Morais               | Diogo Pacheco de Amorim     |                           | Marcos Perestrello          |                             |                        | Rodrigo Saraiva           |                            | José Pedro Aguiar-Branco    |